# Робърт Таненбаум
Робърт Таненбаум (на английски: Robert K. Tanenbaum) е американски прокурор, бивш кмет на Бевърли Хилс и писател на бестселъри в жанра съдебен и криминален трилър.

## Биография и творчество
Робърт Карл Таненбаум е роден през декември 1942 г. в Бруклин, Ню Йорк, САЩ, в семейството на Юлиус и Рут Танденбаум, адвокат и учителка. Завършва през 1965 г. с бакалавърска степен Калифорнийския университет в Бъркли, а през 1968 г. получава степен по право от юридическия факулте „Болт Хол“ на университета.
След дипломирането си се премества в Ню Йорк и в периода 1968 – 1973 г. работи като помощник при окръжния прокурор на Манхатън Франк Хоугън, за разследвания като корупцията в полицията чрез Комисията „Кнап“ и други престъпления, като никога не е губил дело. В периода 1973 – 1976 г. е началник на отдел „Убийства“ в Ню Йорк, а в периода 1976 – 1978 г. е заместник главен съветник на Комитета по разследвания на Конгреса. Премества се в Бевърли Хилс и в периода 1978 – 1981 г. е на частна практика. През 1981 г. става специален съветник към кабинета на главния прокурор на Калифорния и е заместник главен съветник на Конгреса за разследване на убийствата на президента Джон Кенеди и д-р Мартин Лутър Кинг-младши. В периода 1986 – 1988 г. е член на градския съвет на Бевърли Хилс, а в периода 1988 – 1996 г. е кмет на Бевърли Хилс. От 1999 г. в продължение на четири години е гостуващ преподавател по разширена наказателна процедура към Юридическия факултет на Калифорнийския университет в Бъркли. Поддържа частна практика към адвокатските колегии на Ню Йорк, Калифорния и Пенсилвания.
Първата му документална книга The Badge of the Assassin е публикувана през 1979 г. в съавторство с Филип Розенберг. През 1985 г. по книгата е направен филма „Трофеят на убиеца“ с Джеймс Уудс (като Таненбаум) и Яфет Кото.
Първият му роман No Lesser Plea от поредицата „Бъч Карп и Марлин Чампи“ е публикуван през 1987 г. Главни герои са прокурорът Роджър „Бъч“ Карп и съпругата му Марлин Чампи, които се изправят с морална справедливост срещу наркобарони, корумпирани политици и ченгета, международни убийци, мафията и извършители на тежки престъпления. Автор на романите му, започвайки от No Lesser Plea до Resolved, като писател в сянка, е писателят Майкъл Грубер, който след приключване на сътрудничеството пише под собственото си име. Романите от поредицата са вдъхновени от опита на Таненбаум в съдебната зала и извършваните разследвания.
Участва в много телевизионни предавания като юридически експерт и коментатор.
Робърт Таненбаум живее със семейството си в Бевърли Хилс, Калифорния.

## Произведения

### Серия „Бъч Карп и Марлийн Чампи“ (Butch Karp and Marlene Ciampi)
1. No Lesser Plea (1987)
2. Depraved Indifference (1989)
3. Immoral Certainty (1991)
4. Reversible Error (1992)
5. Material Witness (1993)
Свидетелят, изд.: ИК „Атика“, София (2003), прев. Васил Дудеков-Кършев
6. Justice Denied (1994)
Отхвърлена справедливост, изд.: ИК „Компас“, Варна (1995), прев. Златозар Керчев
7. Corruption of Blood (1995)
Без право на истина, изд.: ИК „Компас“, Варна (1997), прев. Георги Димитров, Мария Нешкова
8. Falsely Accused (1996)
Фалшиво обвинение, изд. „Гарант 21“ (1997), прев. Деян Кючуков
9. Irresistible Impulse (1997)
Опасен импулс, изд.: ИК „Компас“, Варна (1998), прев. Адриан Велчев
10. Reckless Endangerment (1998)
Свирепа заплаха, изд.: ИК „Компас“, Варна (1998), прев. Адриан Велчев
11. Act of Revenge (1999)
Отмъщение, изд.: ИК „Компас“, Варна (2000), прев. Димитър Добрев
12. True Justice (2000)
Наркопари, изд.: ИК „Компас“, Варна (2003), прев. Димитър Добрев
13. Enemy Within (2001)
Вътрешен враг, изд.: ИК „Атика“, София (2003), прев. Ивайла Божанова
14. Absolute Rage (2002)
15. Resolved (2003)
16. Hoax (2004)
17. Fury (2005)
18. Counterplay (2006)
19. Malice (2007)
20. Escape (2008)
21. Capture (2009)
22. Betrayed (2010)
23. Outrage (2011)
24. Bad Faith (2012)
25. Tragic (2013)
26. Fatal Conceit (2014)
27. Trap (2015)
28. Infamy (2016)
29. Without Fear or Favor (2017)

### Документалистика
- The Badge of the Assassin (1979) – с Филип Розенберг
- The Piano Teacher (1994) – с Питър Грийнбърг
- Echoes of my Soul (2013)

### Екранизации
- Трофеят на убиеца, Badge of the Assassin (1985) – по книгата, продуцент